# Ktesibios

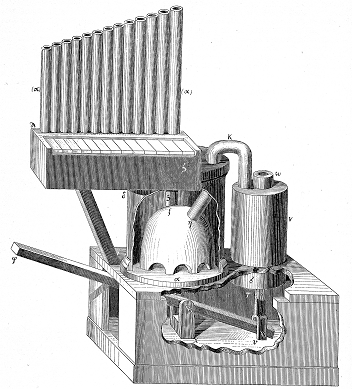
Wasserorgel nach der Beschreibung des Heron von Alexandria

Ktesibios aus Alexandria (griechisch Κτησίβιος ὁ Ἀλεξανδρεύς) war ein griechischer Techniker, Erfinder und Mathematiker, der im 3. Jahrhundert v. Chr. lebte.
Ktesibios wirkte unter Ptolemaios I. und Ptolemaios II. in der Bibliothek von Alexandria. Er gilt als einer der ersten Techniker überhaupt. Sein Schüler war vermutlich Philon von Byzanz. Seine Konstruktionen waren Heron von Alexandria sowie Vitruv bekannt. Im Barbiergeschäft seines Vaters soll Ktesibios einen höhenverstellbaren Spiegel installiert haben und dabei die Körperlichkeit und Arbeitsfähigkeit der Luft entdeckt haben. Sein Werk „Περὶ τῶν πνευματικῶν“ (Pneumatik) war wegweisend.
Als wichtigste Erfindungen gelten:
- Federkatapult (Luftspanner): In (zwei) Bronzezylindern wurde Luft komprimiert und damit Bronzeblattfedern vorgespannt. Beim Öffnen der Ventile wurden durch die Entspannung der Blattfedern über einen Hebel Gegenstände wie z. B. Steine weggeschleudert.
- Feuerspritze (Saug- und Druckpumpe): Die wichtigste Erfindung des Ktesibios stellte die kombinierte Saug- und Druckpumpe dar, die später mit angebrachtem Schlauch zum Feuerlöschen verwendet wurde.
- Wasseruhr mit Zahnradgetriebe: Durch Wasserzulauf in ein geschlossenes Gefäß wurde mittels eines auf einem Korkschwimmer befestigten Zeigers (senkrechte Stundenskala) die Zeit gemessen. Durch Zahnräder an Zahnstangen wurden gleichfalls Figuren gedreht. Eine andere Version bewegte über Zahnräder auf einem drehbaren Zylinder die für jede Tageszeit berechnete Stundenanzeige. Ein Nachbau befindet sich heute im Deutschen Museum in München.
- Wasserorgel: Bei der Wasserorgel des Ktesibios (organon hydraulikon) wurde wie bei der Druckpumpe Luft komprimiert, um Töne zu erzeugen. Diese Erfindung fand insbesondere im antiken Rom häufige Verbreitung.
- Wasserstandsregler: Eine Art selbstschließendes Ventil und somit eine Vorwegnahme des Prinzips der Regelungstechnik

1976 wurde der Mondkrater Ctesibius nach ihm benannt.